# Adélaïde Fassinou
Adélaïde Edith Bignon Fassinou (Porto-Novo, 15 de septiembre de 1950), conocida también como Adélaïde Fassinou Allagbada, es una escritora y profesora de beninesa nombrada secretaria general de este país por la Unesco. 

## Biografía
Adélaïde Fassinou nació en la capital de Benín, Porto-Novo, el 15 de septiembre de 1950. Está casada, y obtuvo el apellido de su marido Allagbada.
Estudió en la Escuela Normal Superior de Benín donde se graduó en literatura moderna en 1986, convirtiéndose en profesora de francés. Realizó diversos estudios e investigaciones en la Universidad Nacional de Benín, y obtuvo un diploma de estudios avanzados en estilística.
Ha ejercido como profesora en la universidad y distintas escuelas de secundaria de su país. Además, ha escrito varios relatos y novelas.
En 1999, se convirtió en la funcionaria encargada de las evaluaciones en el Instituto Nacional de Formación e Investigación en Educación. En 2005, fue nombrada secretaría general de la Comisión Nacional Beninesa por la Unesco.

## Publicaciones
- Modukpè, le rêve brisé. Paris, L'Harmattan (Collection Encres Noires no 194), 2000. (130 p.). ISBN 978-2-7384-9091-9. Roman.
- Yémi ou le miracle de l'amour. Cotonou (Bénin), Éditions du Flamboyant, 2000 (142 p.). ISBN 99919-41-04-5, réédité en 2014 à Star Éditions
- L'Oiseau messager. Cotonou, les Éditions Ruisseaux d'Afrique, 2002 (24 p.). ISBN 99919-972-3-7.
- Toute une vie ne suffirait pas pour en parler. Paris, L'Harmattan, 2002 (194 p.). ISBN 2-7475-3344-1. Nouvelles.
- Enfant d'autrui, fille de personne. Cotonou, Éditions du Flamboyant, 2003 (172 pp.). ISBN 99919-41-39-8. Roman.
- Jeté en pâture. Paris, L'Harmattan, 2005 (228 pp.). ISBN 2-7475-8718-5. Roman.
- La petite fille des eaux. Bertoua/Cameroun, les Éditions Ndzé, 2006 (96 pp.). ISBN 2-911464-12-5. Roman (coescrito con otros 10 autores).
- La Sainte ni touche, Libreville, Éditions Odette Maganga, 2011
- Le Journal d’Esclamonde, Bénin, Les Éditions Plurielles, 2015